# Politiassistent
 Denne artikel omhandler overvejende eller alene danske forhold. Hjælp gerne med at gøre artiklen mere almen.
Politiassistent er stillingsbetegnelsen for politipersonale i Danmark, som har mindst syv års tjeneste efter ansættelsestidspunktet på Politiskolen. Dog gælder det, at hvis man er ansat før 1. november 2008, så bliver man udnævnt politiassistent efter 5 år, grundet aftalen i daværende ansættelsesvilkår.
Efter endnu syv/fem år yderligere bliver vedkommende politiassistent af 1. grad, altså efter samlet 12 års ansættelses i politiet.
Yderligere oprykning i politiets rangsystem kræver forfremmelse.